# La Salette-i Mária-jelenés
A La Salette-i Mária jelenés a katolikus egyház vizsgálata szerint alapvetően hitelesített, és La Salette-i Miasszonyunk néven jóváhagyott Szűz Mária-jelenés. La Salette-Fallavaux egy kis hegyi falu a Grenoble-Vienne-i egyházmegye területén Isère megyében. 1846-ban két pásztor gyermek, Mélanie Calvat és Maximin Giraud beszámolója szerint megjelent nekik a Szűzanya.

## Az események
A látnokok
- Maximin Giraud (született 1835. augusztus 27. Corpsban). Anyját korán elvesztette, apja újranősült és mostohaanyja szívtelenül bánt vele. Apja nem védte meg, sokszor étlen-szomjan kellett házon kívül lennie. A templomot kerülte, inkább valami rosszalkodásban találta meg szórakozását. A látomáskor 11 éves meggondolatlan, ideges természetű fiú volt. Franciául alig tudott néhány szót, az okszitán nyelvjárást beszélte.
- Mélanie Calvat (született 1831. november 7. Corpsban). Mélanie családoknál koldult, apja szegény sorsú favágó és kőműves, és kilenc gyermeke van. Baptiste Pra gazda birtokán őrzi a birkanyájat kihelyezve, szülei hetekig nem látják. A jelenés idején 15 éves, lassú felfogású, imádkozni alig tud. Hittanra nem járt, ezért első áldozó sem lehetett. Írni olvasni nem tud.

Két pásztor gyermek – Maximin Giraud és Mélanie Calvat – beszámolt róla, hogy látták Szűz Máriát a La Salette-i hegycsúcs közelében  1846. szeptember 19-én, 15:00 óra körül. Ők tizenegy és tizennégy évesek voltak, és abban az időben nagyon korlátozott oktatásban részesültek.
A jelenések három különböző szakaszból álltak. Először Mélanie egy tűzgömbre lesz figyelmes, mely szétválik és a gyerekek láttak a ragyogó fényben egy gyönyörű hölgyet furcsa ruhába öltözve. Egy sziklán ült és könnyezett, arca kezébe volt temetve. Mélanie az ijedségtől elejtette pásztorbotját, mire Maximin ezt mondta: "Mélanie vedd fel a botodat, én is a magamét készenlétben tartom! Majd jól odaütök, ha bántani merészel bennünket!" Akkor felegyenesedett és beszélt a gyerekekhez, felváltva franciául, illetve az ő nyelvjárásukban.  Megbízta őket egy üzenettel.

## Az üzenetek
A "szép hölgy" beszélt a gyerekekhez. Azokból a fontos mondatokból azóta La Salette-i kilencedek lettek. Így ezek a kilenced imádságok az üzenetek szó szerinti ismétléseivel kezdődnek:
1. "Ha népem nem akar engedelmeskedni, kénytelen leszek elengedni Fiam karját. Olyan nehéz az és olyan súlyos, hogy már nem tudom tartani."
2. "Milyen régóta szenvedek miattatok... Ha azt akarom, hogy Fiam ne hagyjon el benneteket, szüntelenül imádkoznom kell, és ti nem törődtök ezzel!"
3. "Hat napot adtam nektek a munkára, és magamnak tartottam fenn a hetediket, de ti nem akarjátok ezt megadni nekem..."
4. "...és azok is, akik a kocsikat hajtják, szitkozódásukba belekeverik Fiam nevét..."
5. "Ha tönkremegy a termés, az csak miattatok van, tavaly láthattátok... de nem törődtetek vele! Sőt! Káromkodtatok... Az éhség lesz majd a büntetés..."
6. "Ha megtérnek, még a kövekből is sziklákból is búzahalmok lesznek..."
7. "Imádkoztatok? Gyermekeim, imádkozni kell reggel és este... Csak azért mennek misére, hogy gúnyolódjanak a valláson. Nagyböjtben úgy mennek a henteshez, mint a kutyák."
8. "Maximin, édesapád adott egy darab kenyeret, és azt mondta: Egyél, fiam, ebben az évben még ehetsz, de nem tudom, mit eszünk a következő esztendőben, ha a búza úgy tönkremegy, mint ez..."
9. "Jól van, gyermekeim, tudassátok ezt egész népemmel!"

## Vizsgálat, hitelesítés
A jelenés másnapján a polgármester is tud a történtekről, odautazik a két gyerekhez, hogy végül rávegye Mélanie-t, tagadja le az egészet. Mélanie sem a fenyegetésnek, pénznek, ígéreteknek nem enged: "Azt mondta a hölgy, hogy mindenkinek mondjam el, tehát beszélni fogok". Aznap este Jean-Baptiste Pra, Pierre Selme és a szomszéd úgy döntenek, hogy még aznap Mélanie elmondása alapján leírják a látott hölgy szavait, melyet dátummal látnak el, és mindhárman aláírnak. Hétfőn a polgármester Maximint kérdezi ki Corpsban. Tanúságtétele, a fiú határozottsága és mindaz, amit Mélanie mondott, tökéletesen egyezőleg Maximinnel, lenyűgözi a polgármestert. A hír gyorsan terjed ezután, zarándokok jönnek, köztük újságírók és a grenoble-i püspök is. 1846. október 9-én a grenoble-i püspök körlevélben tiltja meg papjainak, hogy La Salette-ről ne beszéljenek, amíg pontos és szigorú vizsgálat után, hivatalosan ő maga nem nyilatkozik. Hivatalos vizsgálat kezdődik, tanúkat idéznek, jegyzőkönyveket vesznek fel. Ezt a beszámolót majd egy olyan bizottság elé viszik, aminek a tagjait úgy válogatták össze, hogy pártolók és ellenzők is legyenek benne. A püspök elnököl és a két látnokon kívül olyanokat is meghallgatnak. akik nem hisznek abban, hogy jelenés történt. A vizsgálatot lezáró dokumentum megállapításokat tartalmaz: "A gyerekek nem csalók, és nem csalás áldozatai. Ha csalni akartak volna, arra képtelenek lettek volna, mert ilyet kitalálni nem tudtak". A püspök 1847-től meg van győződve a jelenés valódiságáról, de még négy évet vár, hogy figyelje a fejleményeket, vagy egy esetlegesen újabb információ felbukkanását. Két pap a corps-i születésű Lagier atya és az avignoni Lambert atya nem hivatalos adatgyűjtő munkát végez 1847 februárjában illetve májusában. Mindketten helyi nyelvjárásban beszélnek.
1848. június 26-án Pierre Joseph Rousselot közzéteszi a jelentést. 1848 augusztusában megküldik a jelentést IX. Pius pápának.
Mgr. Philibert de Bruillard grenoble-i püspök 1851. szeptember 19-én püspöki pásztorlevelet tesz közzé: (részlet) "Úgy ítéljük, hogy a Szent Szűz megjelenése a két pásztornak 1846. szeptember 19-én az Alpok hegyláncai között, a corps-i esperességhez tartozó La Salette-i plébánia területén magában hordja az igazság minden saját vonását, és a hívőknek alapos okuk van arra, hogy ezt kétségtelenül és biztosan higgyék...". 1851-ben megkapta a pápai jóváhagyást is.

## A jelenés utóélete

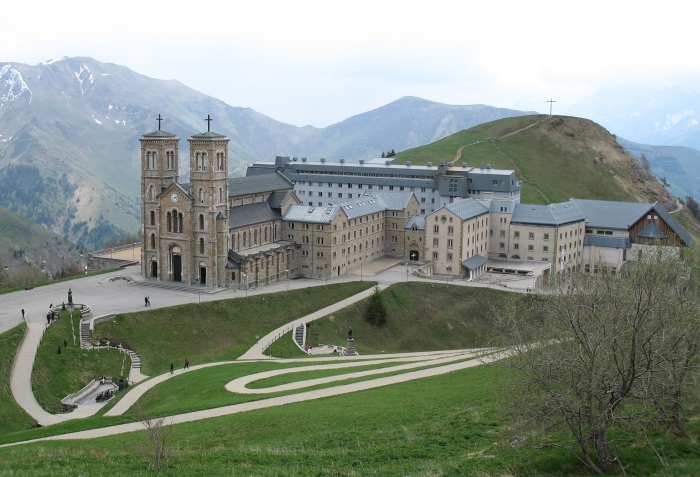
A Notre Dame La Salette

- A jelenés első évfordulóján 50 000 zarándok keresi fel La Salette-et.
- Maximin és Mélanie soha sem akart elárulni egy titkot. Erre végül 1851-ben került sor, amikor a két látnok titkát levélben viszik a pápához, aki július 18-án olvasta el azokat. A pápa néhány reakcióját lejegyezték Maximin levelének elolvasása után: "Igen, ez a gyermeki egyszerűség és ártatlanság", míg Mélanie levelénél: "...egész Európa bűnös és nagy fenyítést érdemel... Ha nem tartotok bűnbánatot, mindannyian elvesztek".
- A grenoble-i püspök elrendelte 1852-ben zarándokhely létesítését egy templom építését, és megalapította a La Salette Miasszonyunk Misszionáriusai klérikus szerzetes kongregációt a zarándokhely lelkipásztori ellátására.
- Jean-Léon Prévost társaival együtt árvaházat hozott létre Párizsban. 1852-ben az egyik fiú tífuszos lett és halálát várták. De mellére La Salette-i érmét helyeztek és imádkozni kezdtek érte. A fiú jobban lett, majd teljesen meggyógyult. Még két csodálatos gyógyulás történt, mire az alapító elhatározta, hogy a Szűzanya tiszteletére templomot építtet. A mellettük lévő telek eladó volt és Le Prévost megígérte a Szűzanyának, hogy ha meg tudják venni a telket, azon templomot épít és La Salette-i Szűzanyának szenteli. Pénze nem volt rá, ezért kilencedbe kezdtek. A támogatók sorra jöttek és egy hónapon belül együtt volt a telekre szánt vételár. Így épült fel 1858-ban az első La Salette-i Szűz tiszteletére emelt templom Párizsban. Az oltárkő La Salette-i kőből készült, és a főoltár felett a gyerekek szobrait helyezték el.[1]
- 1845-ben egy ismeretlen burgonyakártevő jelenik meg, amely az úgynevezett burgonyaéhséghez vezetett. Leginkább Anglia és Írország sínyli meg. Egymillió ember hal éhen, és ugyanennyi vándorol ki Írországból.

Ezt az esetet összefüggésbe hozták a jelenés megítélésében a La Salette-i Szűz Mária-jelenéssel.

## Fordítás
Ez a szócikk részben vagy egészben  az   Our_Lady_of_La_Salette című angol Wikipédia-szócikk fordításán alapul.  Az eredeti cikk szerkesztőit annak laptörténete sorolja fel. Ez a jelzés csupán a megfogalmazás eredetét és a szerzői jogokat jelzi, nem szolgál a cikkben szereplő információk forrásmegjelöléseként.